# Церковь Святой Марии Магдалины (Гефсимания)
Церковь Святой Марии Магдали́ны в Гефсима́нии — русский православный храм в Иерусалиме. Расположена в Гефсимании, недалеко от гробницы Богородицы, на склоне Елеонской горы. Построена в память об императрице Марии Александровне на средства императорской семьи. Освящена в 1888 году в честь святой Марии Магдалины. С 1921 года в церкви хранятся мощи святых преподобномучениц великой княгини Елизаветы Федоровны и инокини Варвары.
В 1934 году при храме основана женская монашеская община, в 1988 году преобразованная в Гефсиманский монастырь в ведении Русской духовной миссии (РПЦЗ в общении с РПЦ МП).

## История

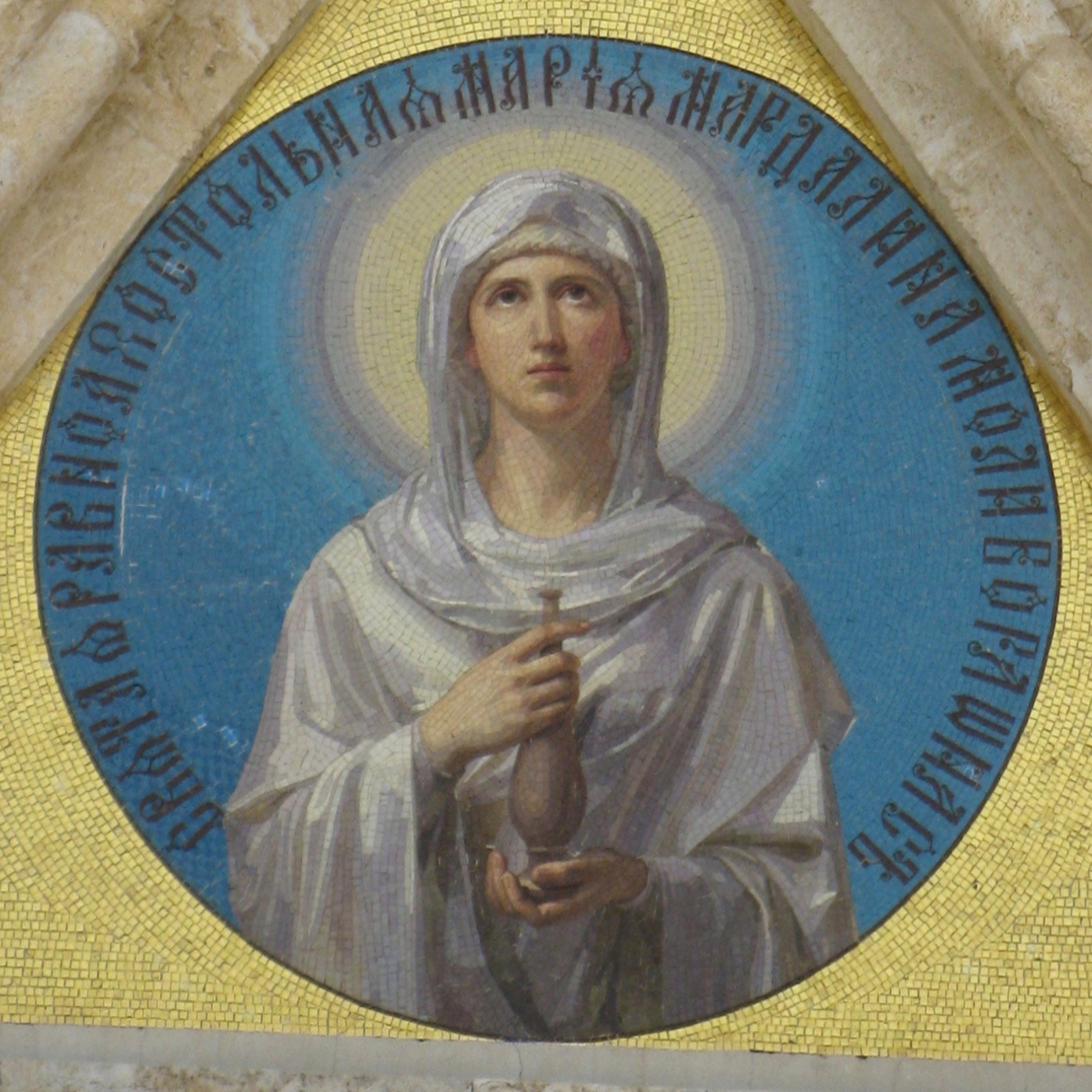
Святая Мария Магдалина, мозаика на фронтоне церкви.

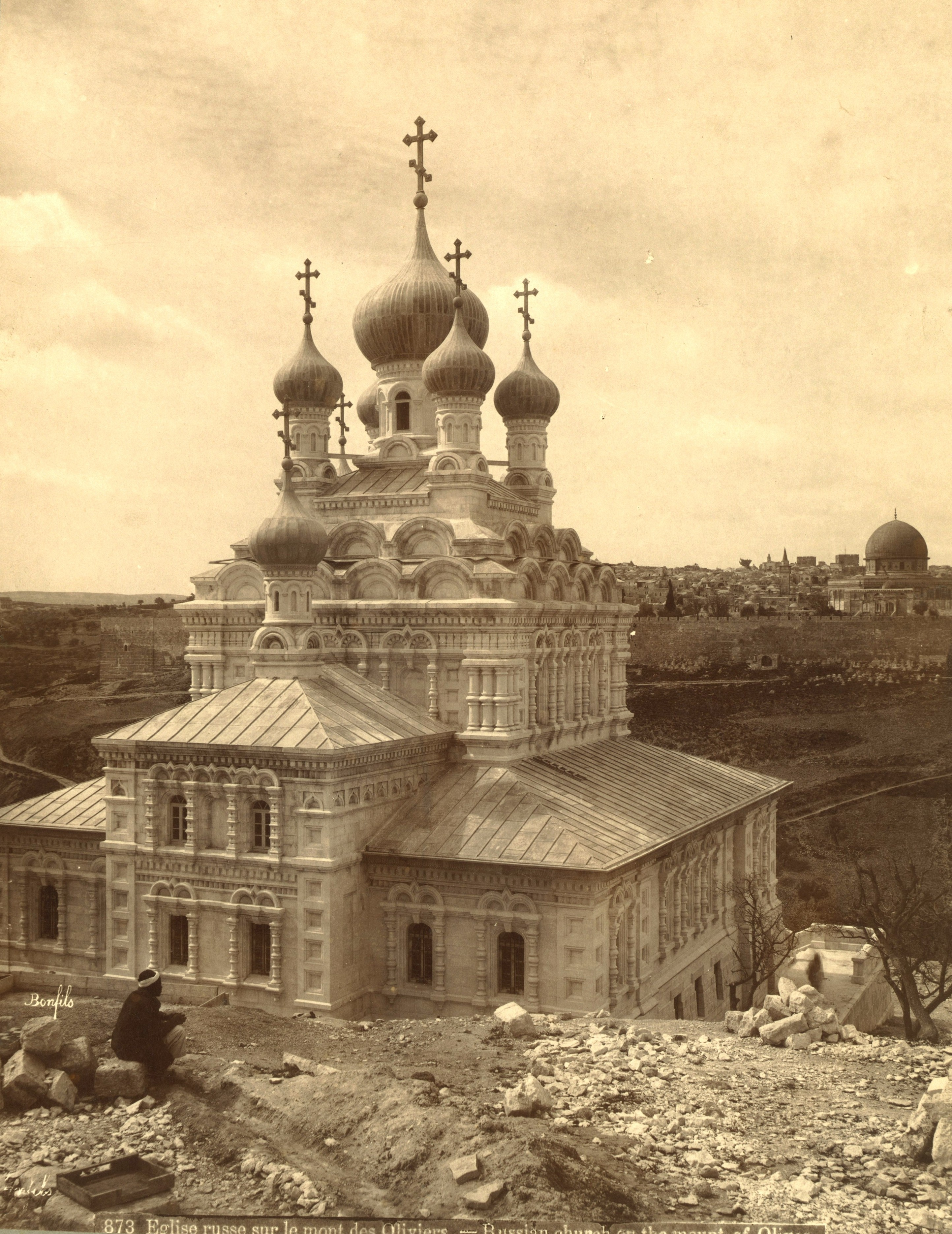
1880-е годы. На заднем плане Храмовая гора и Купол Скалы.

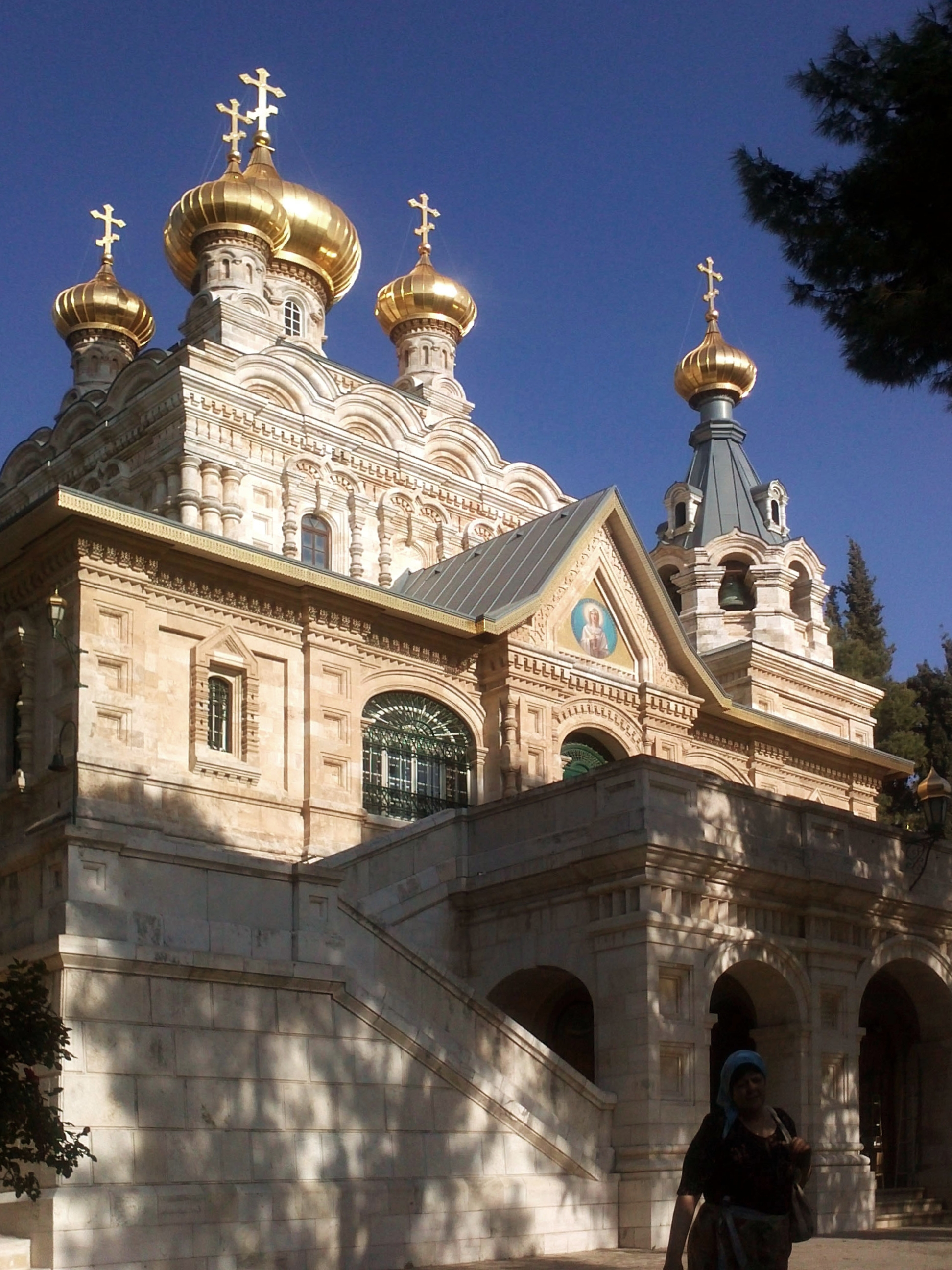
Церковь Святой Марии Магдалины, 2013

Строительство храма в память императрицы Марии Александровны было предложено начальником Русской духовной миссии в Иерусалиме архимандритом Антонином (Капустиным). Он же предложил участок для возведения церкви на склоне Елеонской горы. К осени 1882 года земля была куплена. Архитектор Давид Гримм составил проект, и церковь была заложена 21 января 1885 года. Вело строительный проект Императорское православное палестинское общество под наблюдением и руководством архимандрита Антонина. Сами работы по строительству храма вели иерусалимские архитекторы Конрад Шик, а затем Георгий Франгия. На сооружение храма царь Александр III внёс 100 тысяч рублей, его четверо братьев — по 15 тысяч; великая княжна Мария Александровна — 5 тысяч рублей. Патриарх Иерусалимский освятил храм 1/13 октября 1888 года в присутствии великих князей Сергея Александровича и Павла Александровича и великой княгини Елизаветы Фёдоровны.
В январе 1921 года в церкви были погребены доставленные из России через Китай тела мученически погибших в 1918 великой княгини Елизаветы Фёдоровны (внучки английской королевы Виктории) и её келейницы Варвары. Исполнилась воля княгини — быть похороненной на Елеонской горе. Погребение совершал патриарх Иерусалимский Дамиан.
В склепе под храмом похоронена принцесса Алиса Баттенберг, мать принца Филиппа, мужа королевы Елизаветы II.

### Гефсиманский монастырь
В 1934 году при церкви была основана женская община во имя Воскресения Христова. Основательницей стала новообращенная в православие богатая шотландка Стелла Робинсон (в монашестве Мария). Она же стала и настоятельницей в 1936 году. Часть сестер поселилась непосредственно у храма, в русской части Гефсиманского сада. Здесь общине удалось наладить ежедневное богослужение и монашескую жизнь, в т.ч. с помощью хороших связей настоятельницы с английскими властями подмандатной Палестины. Другая часть сестер поселилась в Вифании, где была создана Русская школа для детей православных арабов и больница. Первая настоятельница умерла в 1969 году, с 1970 настоятельницей стала матушка Варвара (Цветкова). В 1988 году гефсиманская община получила статус монастыря.

## Архитектура, убранство

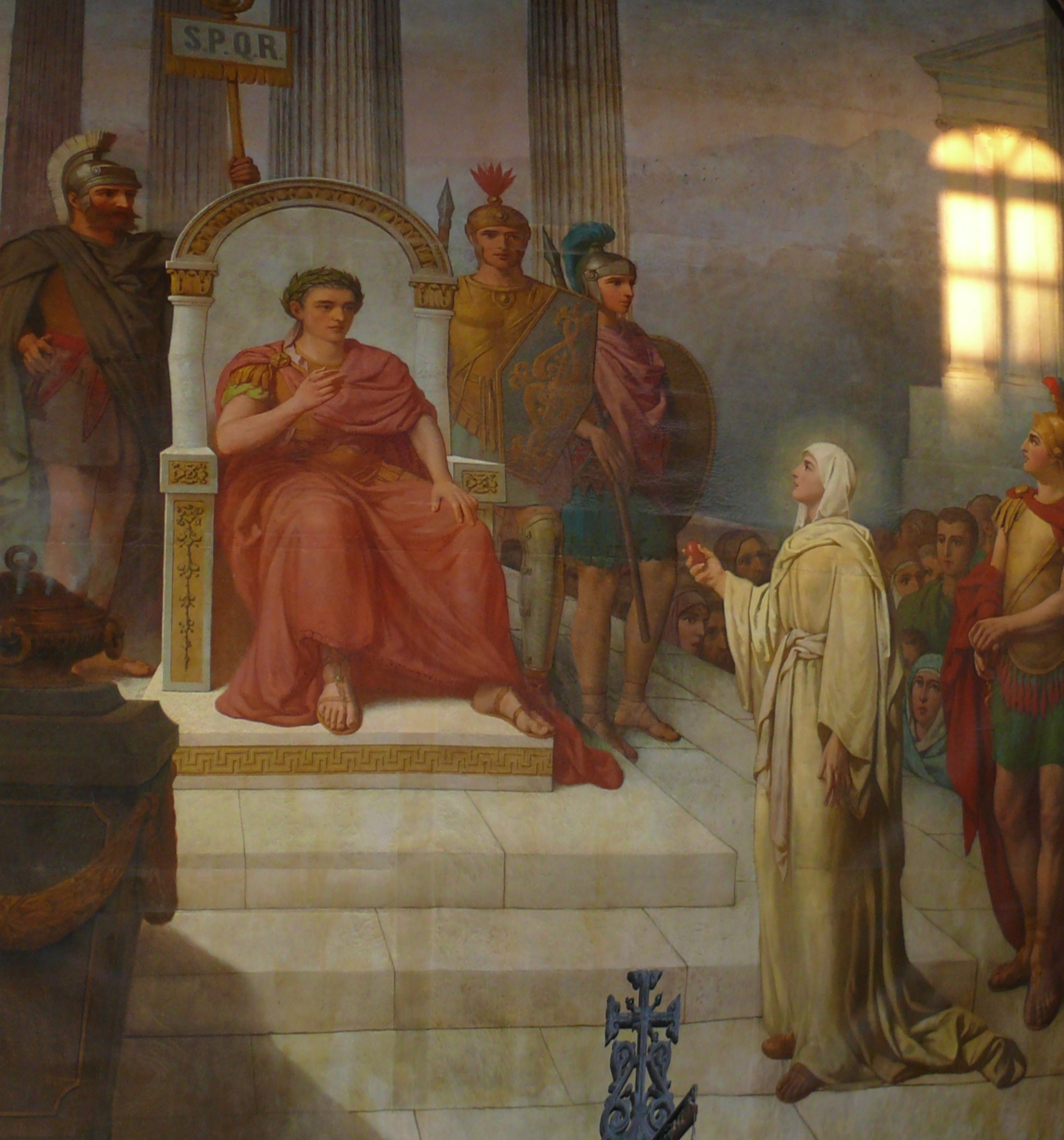
«Мария Магдалина перед римским императором Тиверием», художник Сергей Иванов, картина над алтарем.

Семиглавый однопрестольный храм сооружён из бело-серого иерусалимского камня и является образцом русской архитектуры московского стиля. Церковь имеет небольшую колокольню. Иконостас из белого мрамора с бронзовым орнаментом, пол выполнен из разноцветного мрамора. Иконы для иконостаса написали художники Сергей Иванов и Василий Верещагин. На алтарной арке находится известное изображение — «Мария Магдалина перед римским императором Тиверием» Сергея Иванова. Кроме Верещагина и Иванова, живописные работы выполняли Алексей Корзухин, Александр Соколов, Евграф Сорокин.

## Святыни

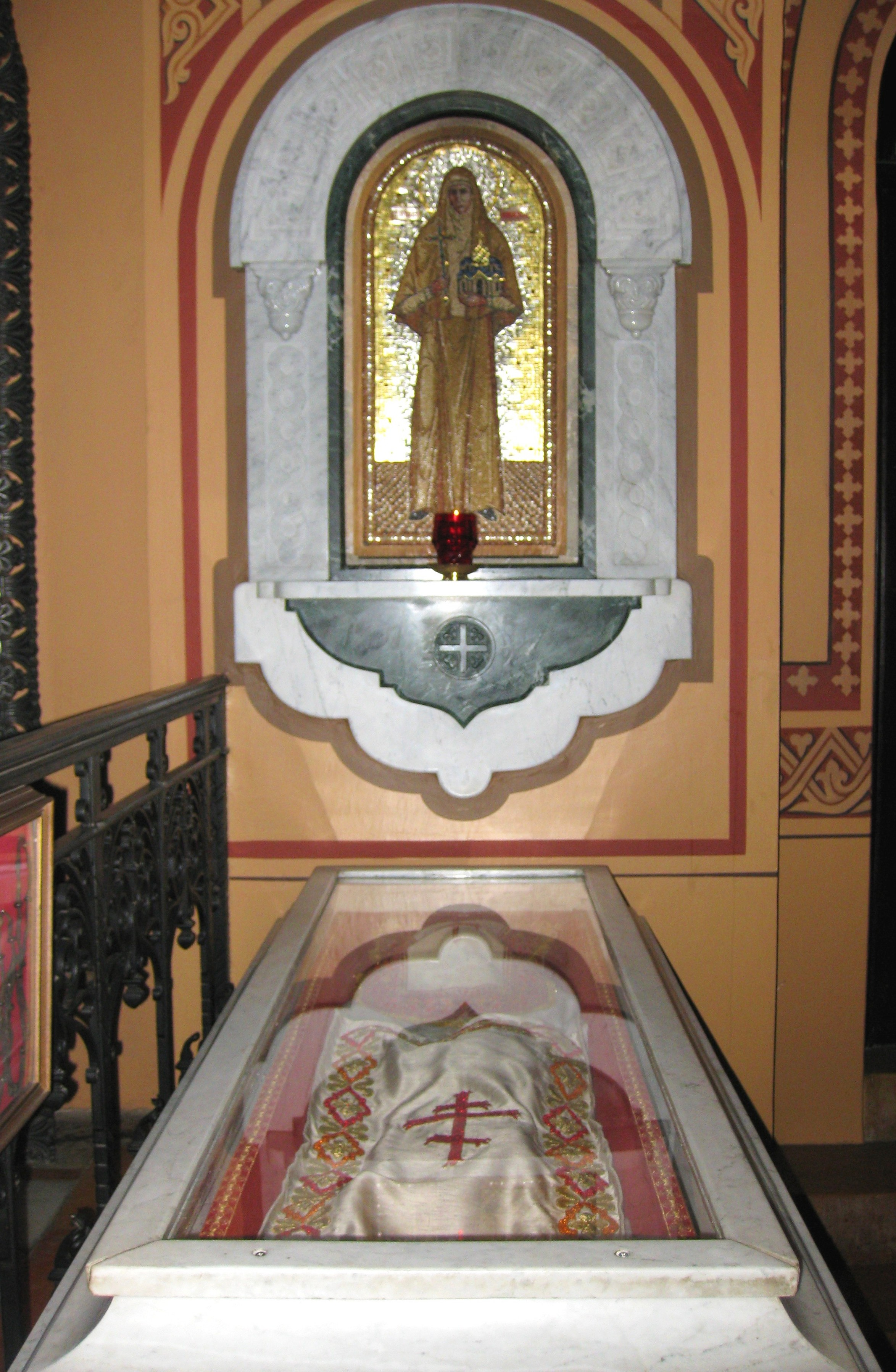
Рака с мощами святой Елизаветы.

- Чудотворная икона Божией Матери Гефсиманская «Одигитрия». Образ, прославившийся в 1554 году в селении Рихания (Ливан), был преподнесён в дар митрополиту Гор Ливанских Илии. В свою очередь, он передал её в Гефсиманский монастырь, после того как, согласно преданию, ему явились великомученицы Екатерина и Варвара.
- Мощи святых преподобномучениц великой княгини Елизаветы и инокини Варвары. Хранятся в отдельных раках по обе стороны солеи. Первоначально, после перенесения из Китая, тела были погребены в крипте церкви в соответствии с волей великой княгини. После прославления РПЦЗ в лике святых 1 мая 1982 года, в день празднования Недели святых жён-мироносиц, их мощи были перенесены из крипты в храм.
- Икона Святой равноапостольной Марии Магдалины с частицей её мощей.
- Икона преподобных старцев Оптинских и ковчег с частицами их мощей.

## Галерея

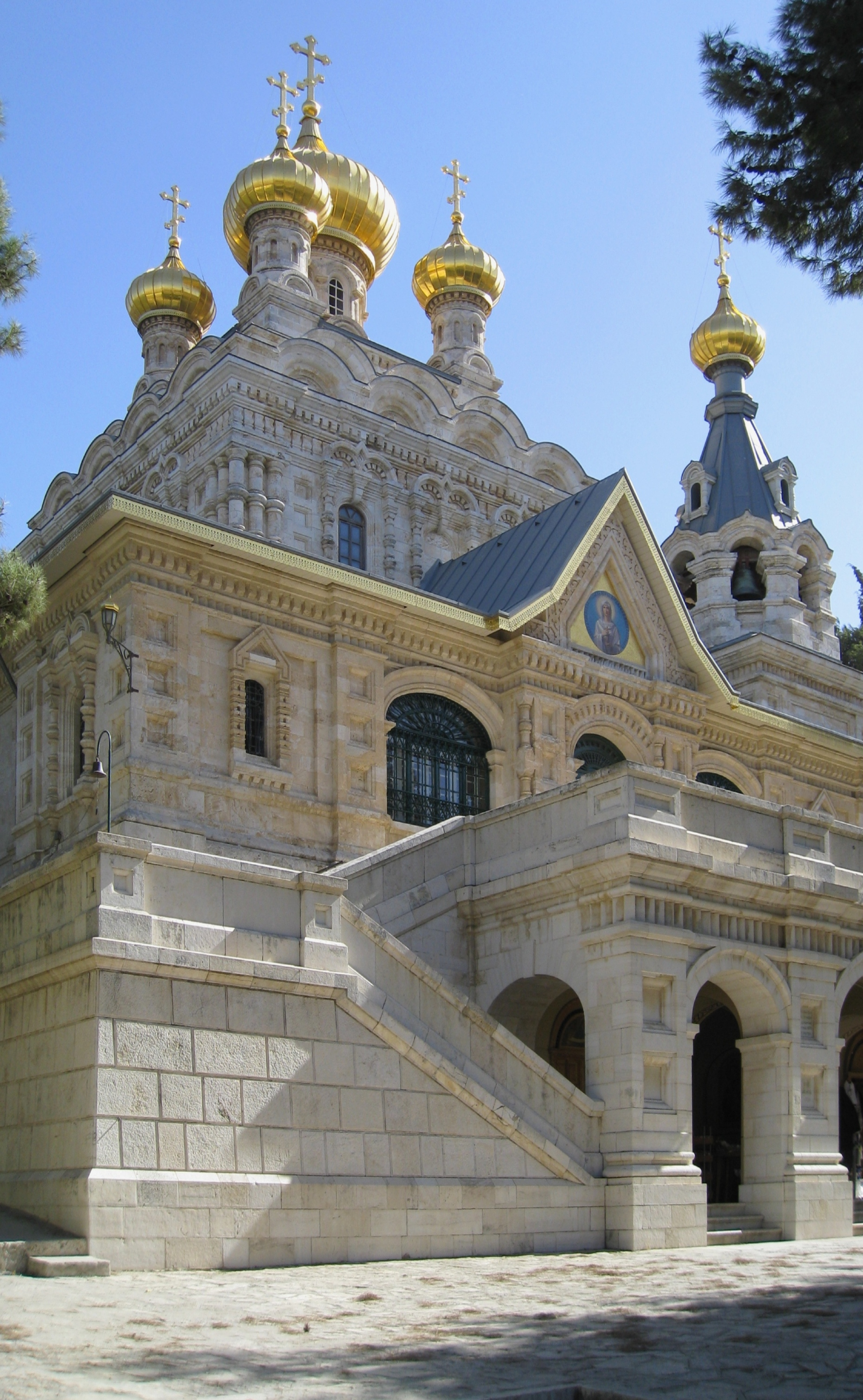
Церковь Марии Магдалины.
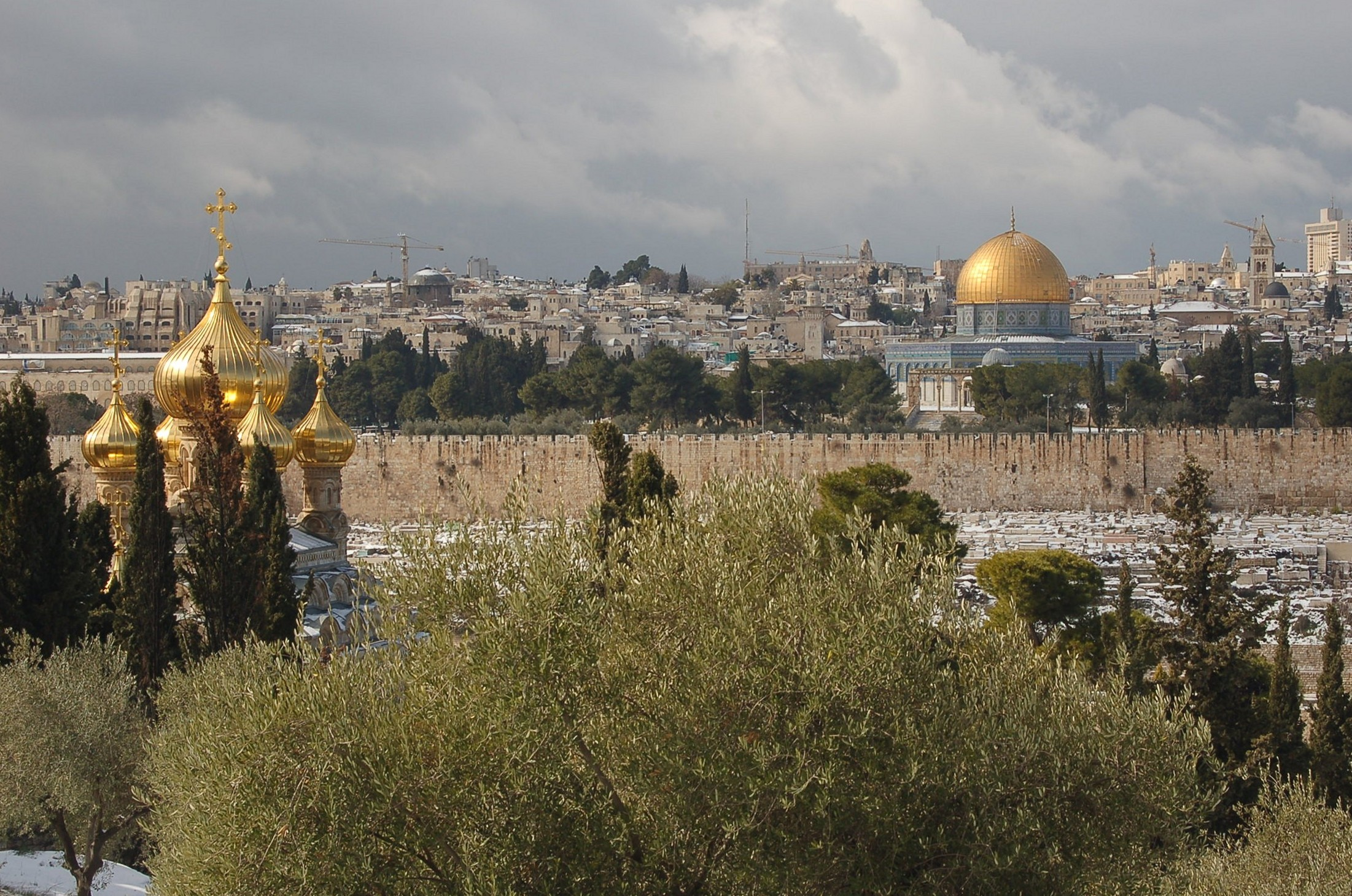
Зимний вид в сторону Храмовой горы.
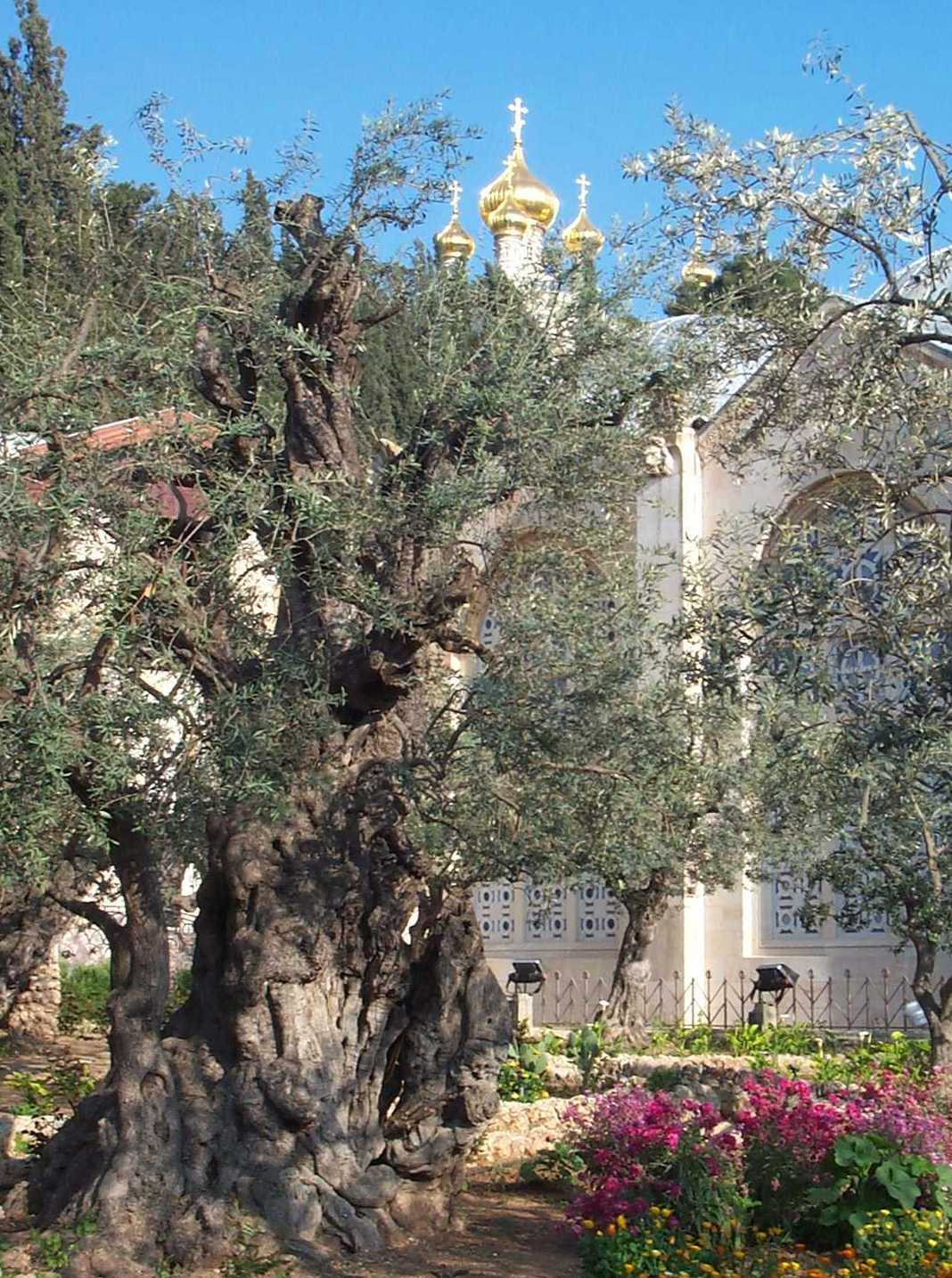
Вид из Гефсиманского сада.
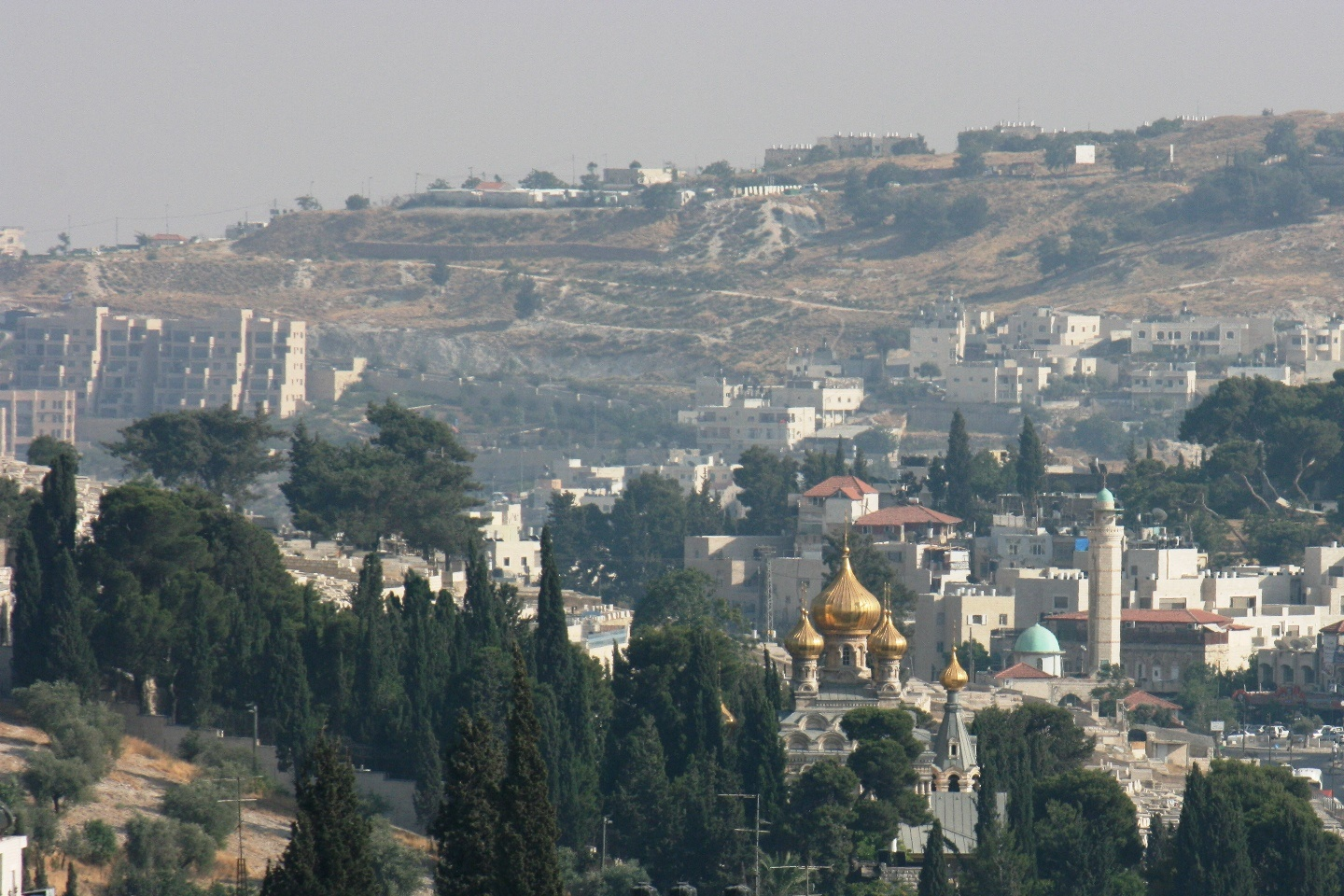
Церковь Марии Магдалины - вид с горы Скопус.
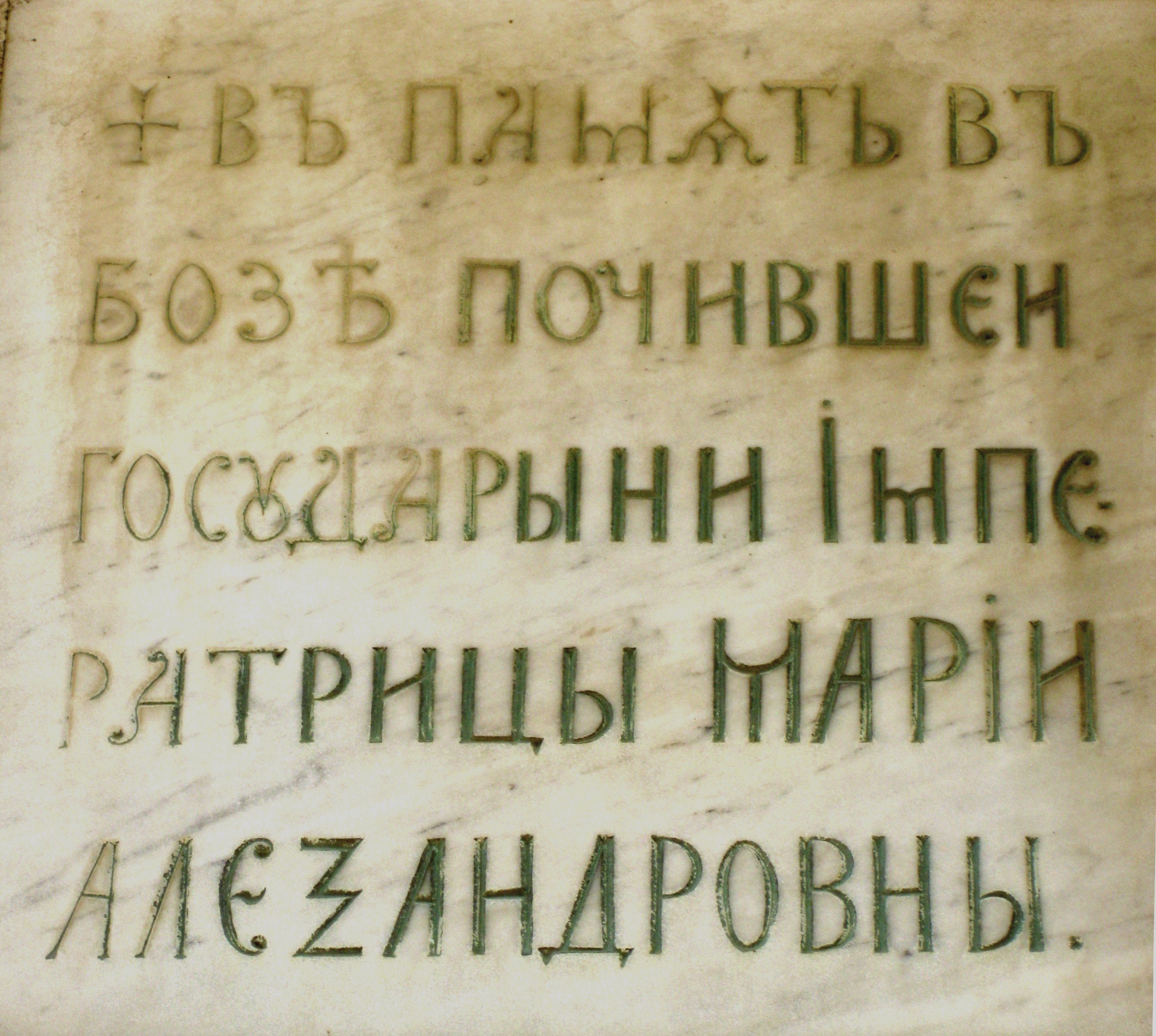
Памятная надпись на стене церкви.
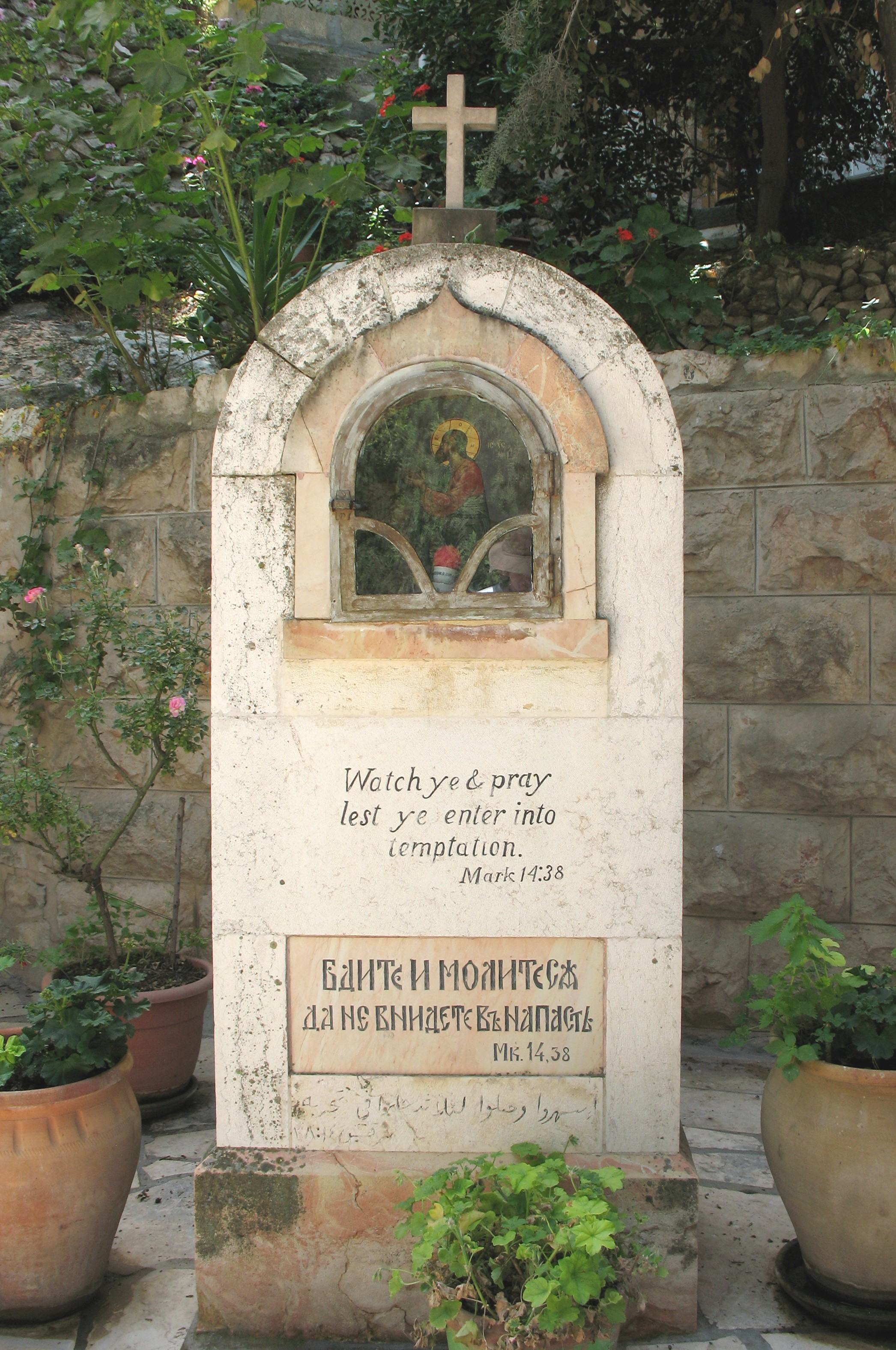
«Бдите и молитеся, да не внидите в напасть» (Мк. 14:38).
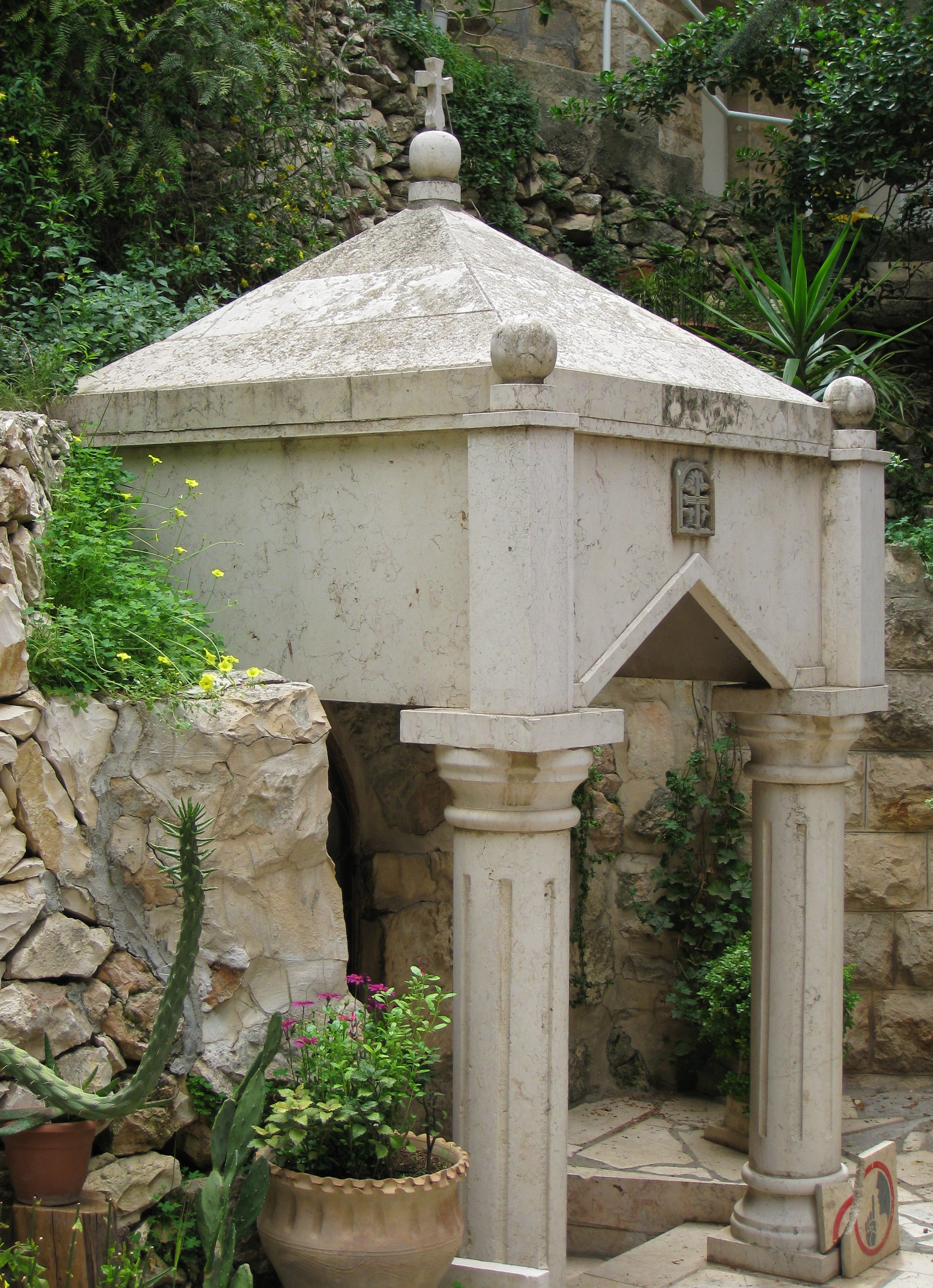
Вход в пещерную часовню во имя Страстей Господних
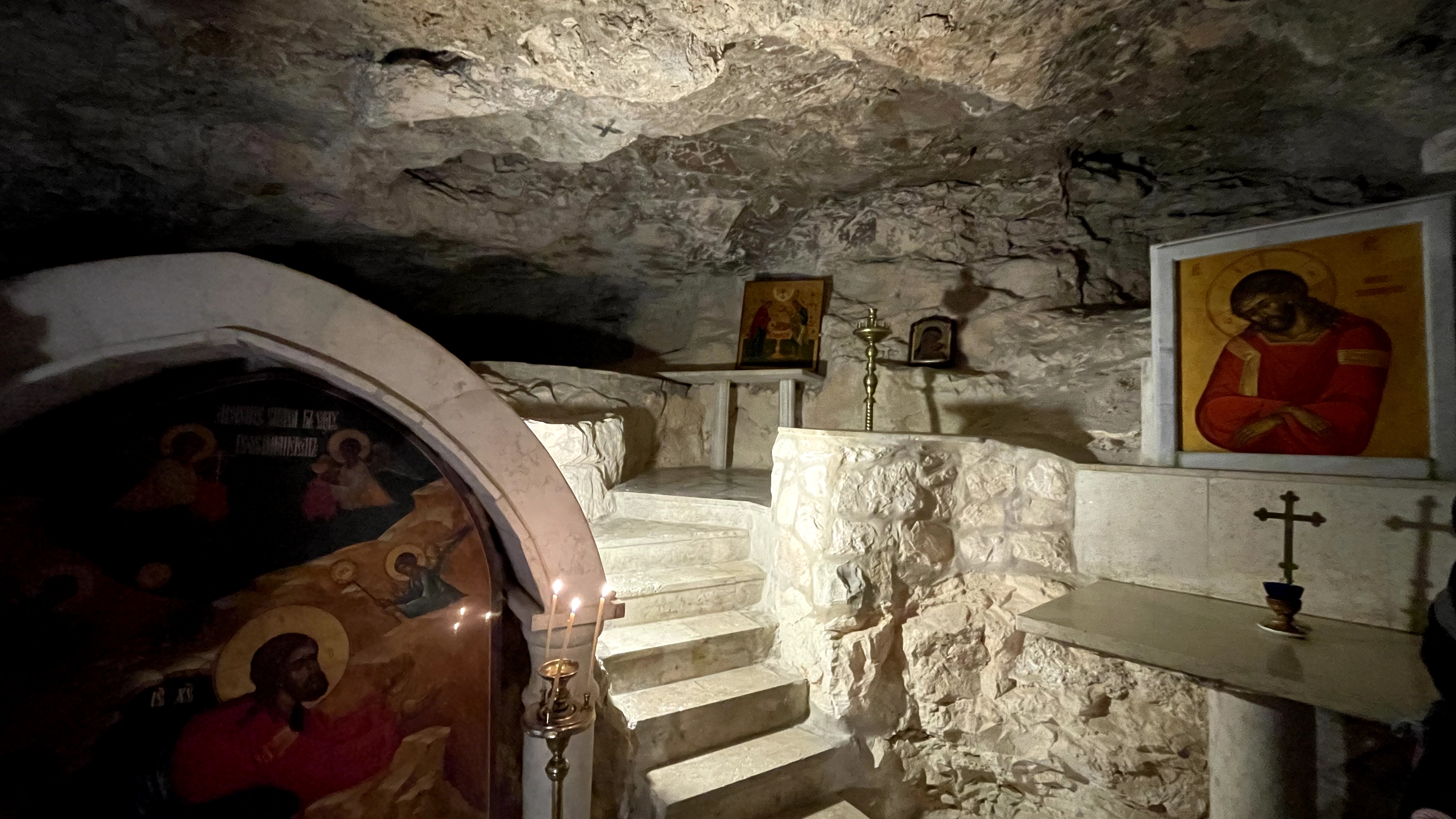
Пещерная часовня во имя Страстей Господних
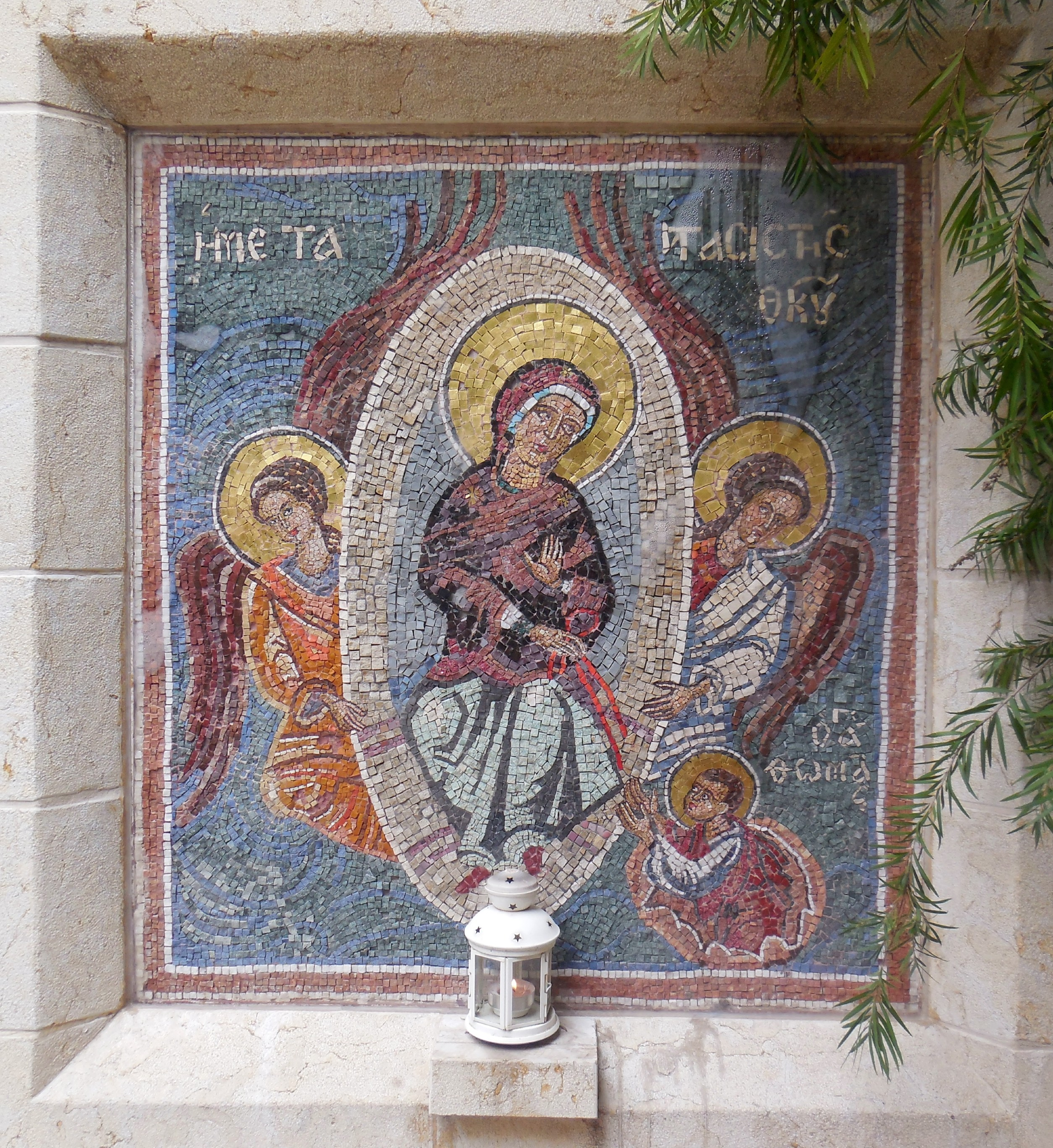
Богородица бросает свой пояс апостолу Фоме, мозаика.
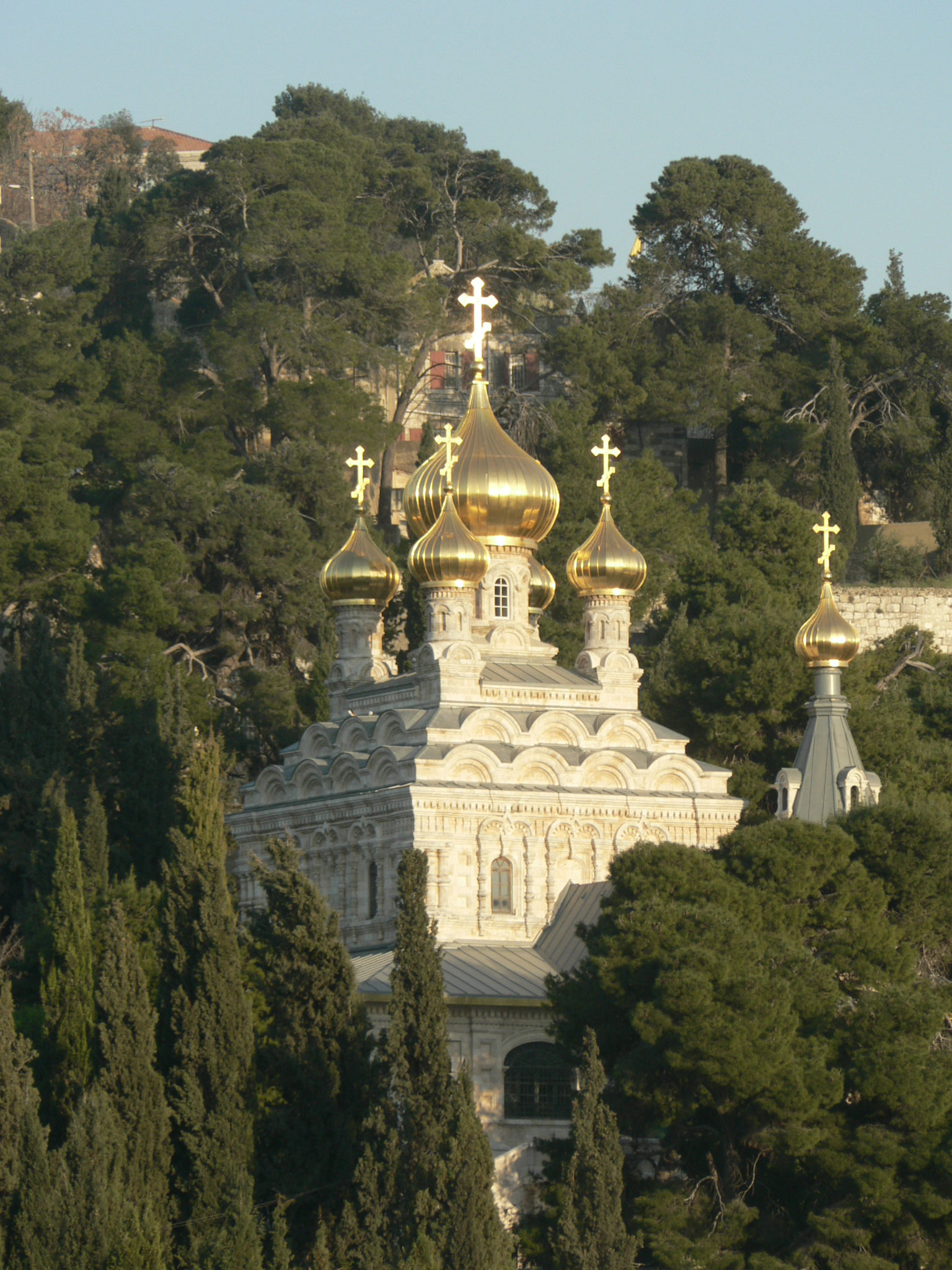
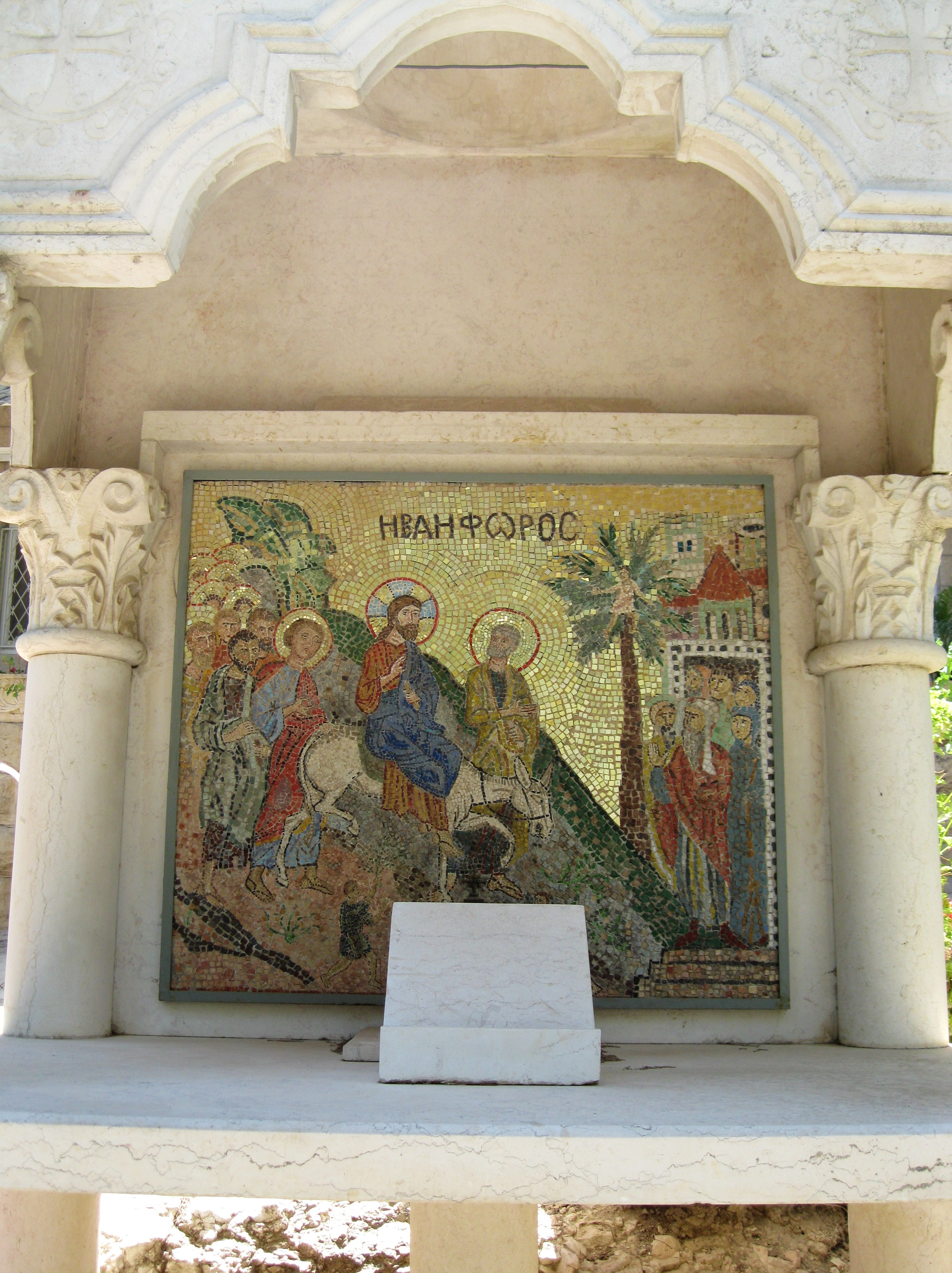
Вход Господень в Иерусалим, мозаика. Монастырь расположен у дороги, по которой проходила процессия.

### В храме

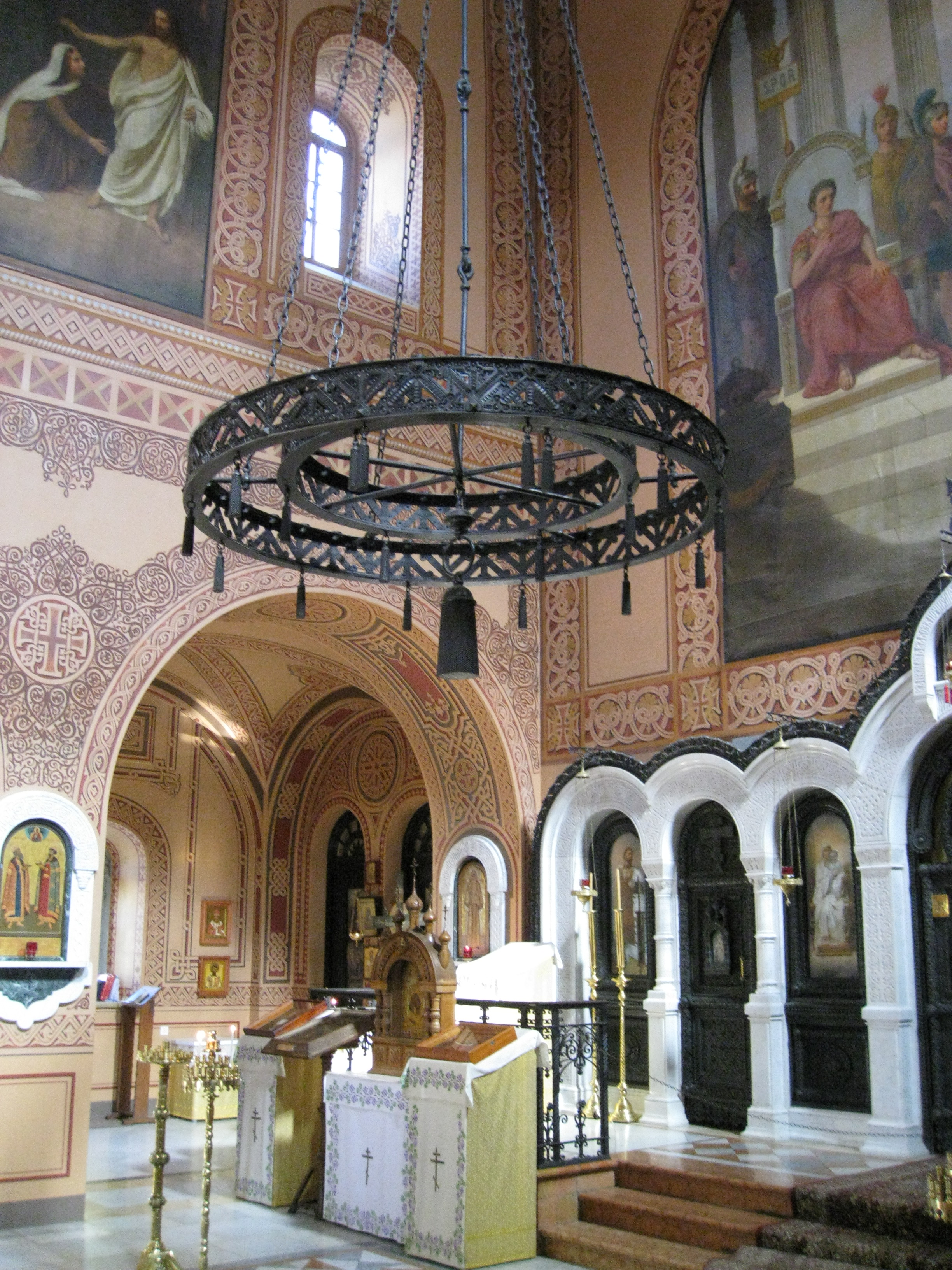
Интерьер.
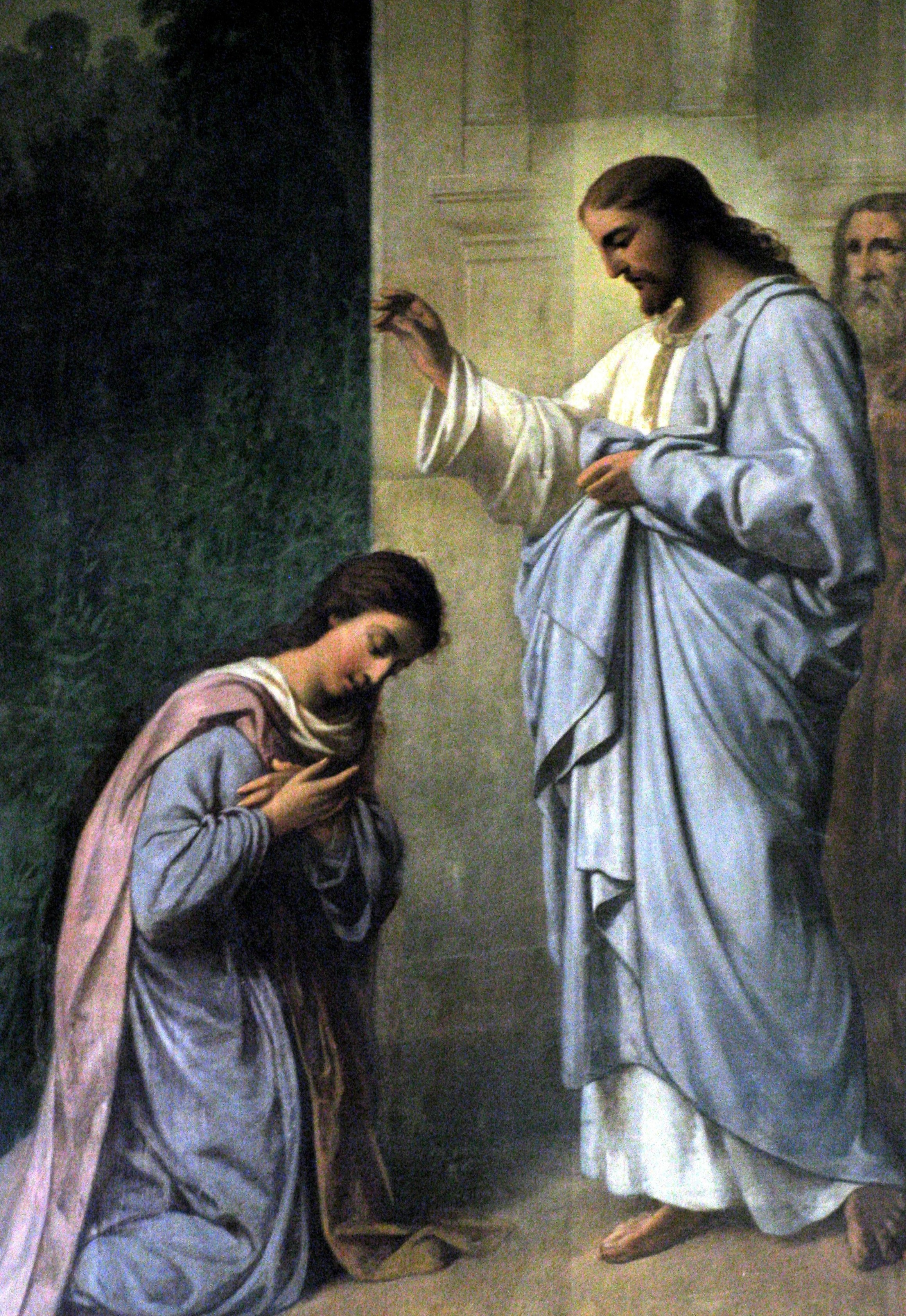
Христос и Мария Магдалина.
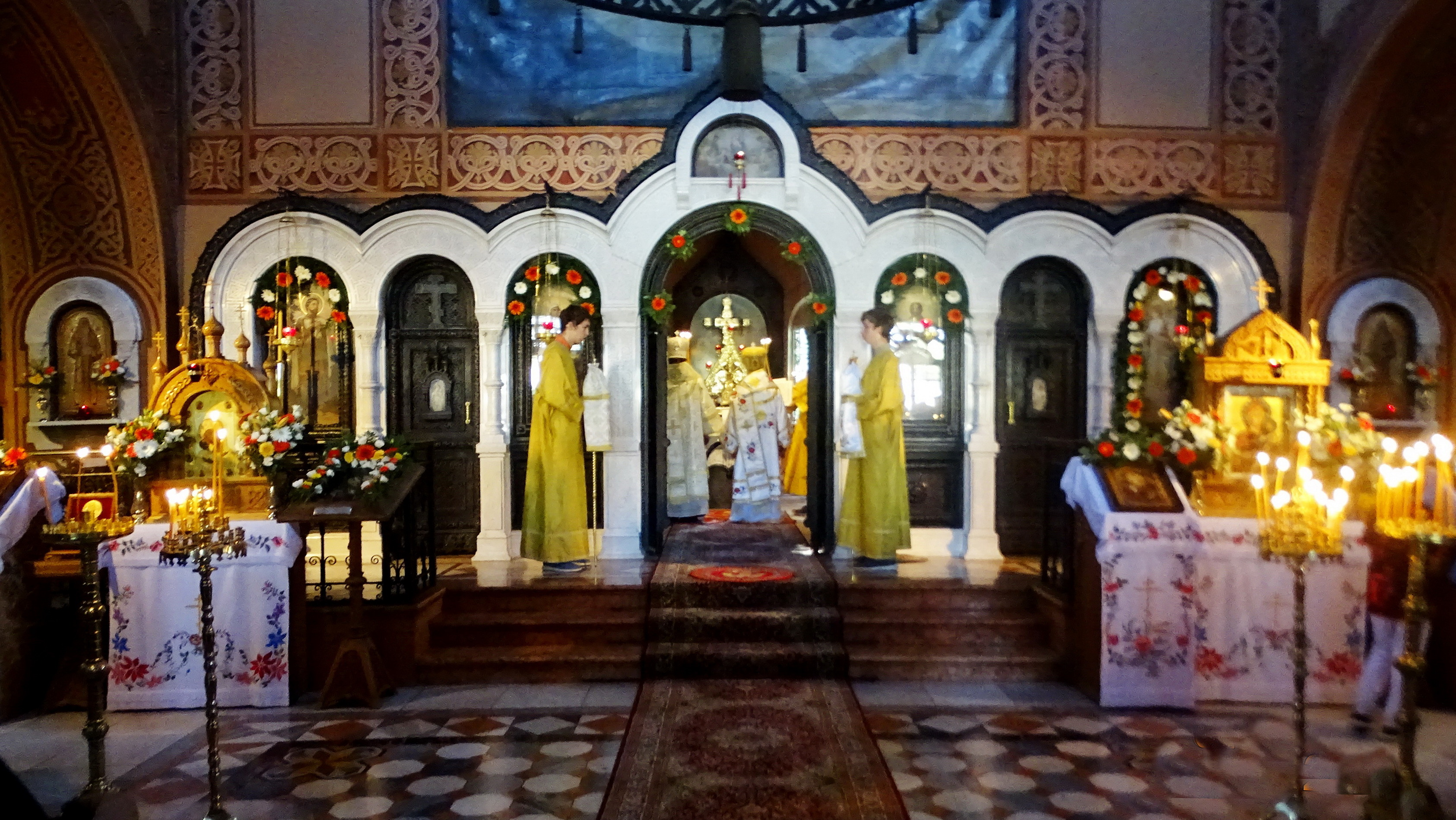
Иконостас и алтарь.
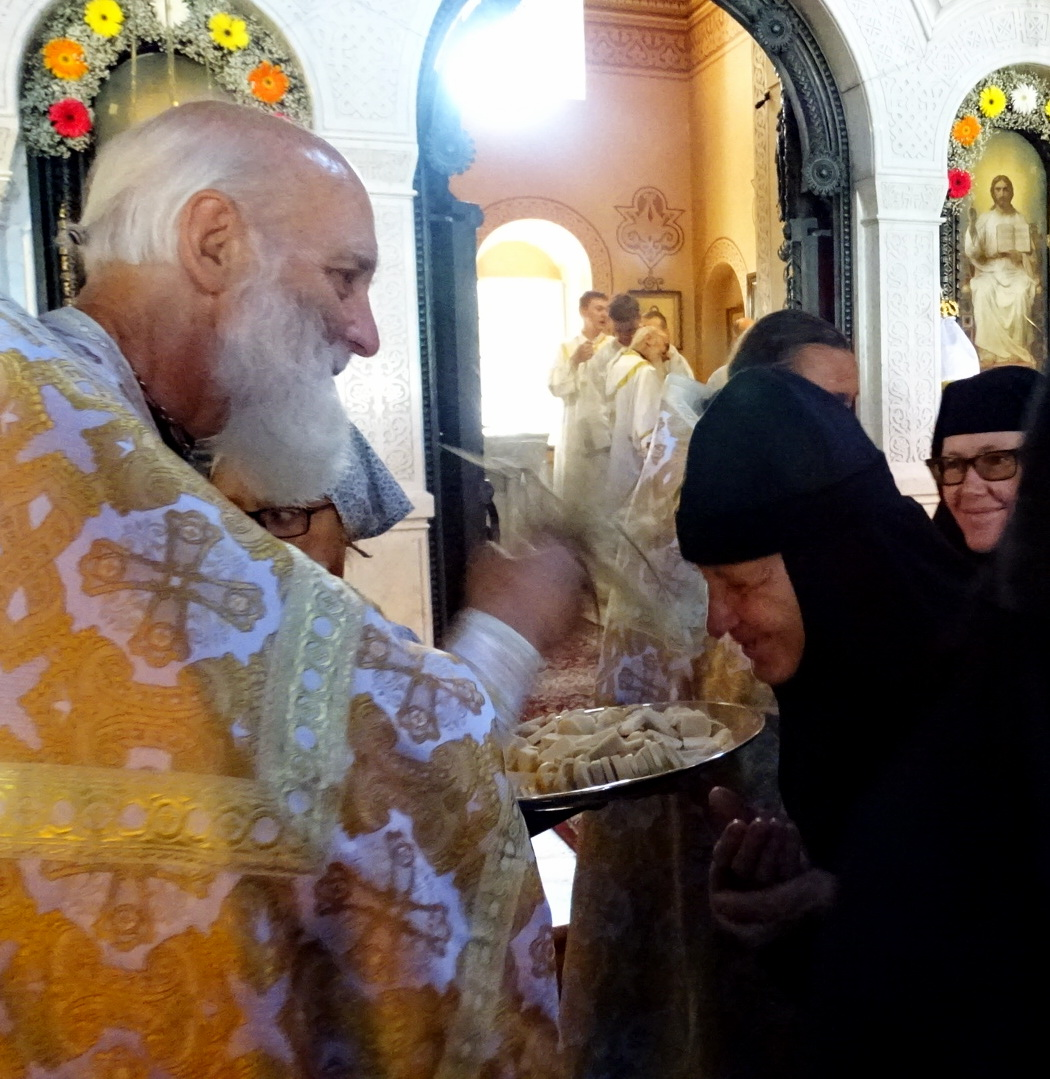
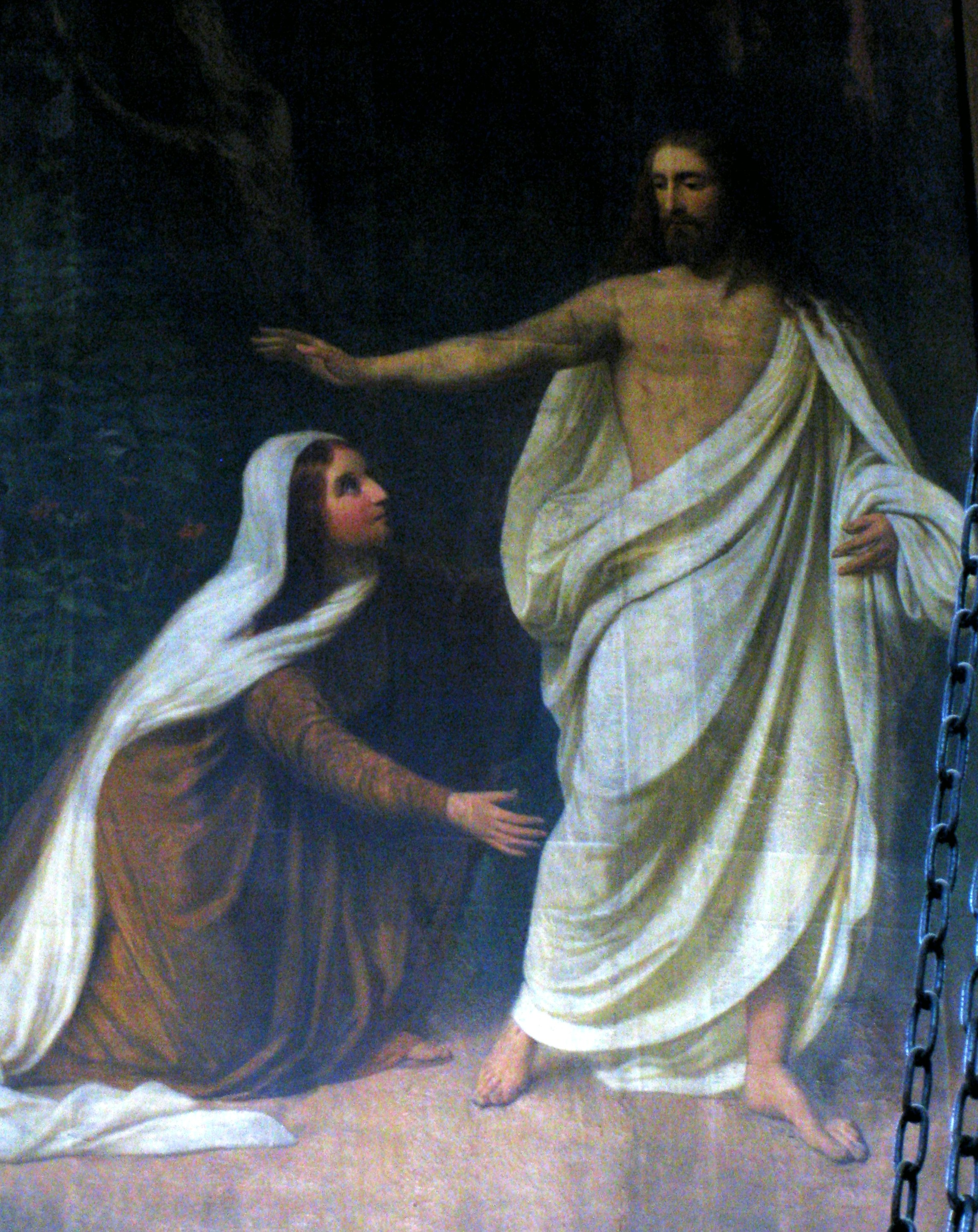
Не прикасайся ко Мне, картина на стене храма.
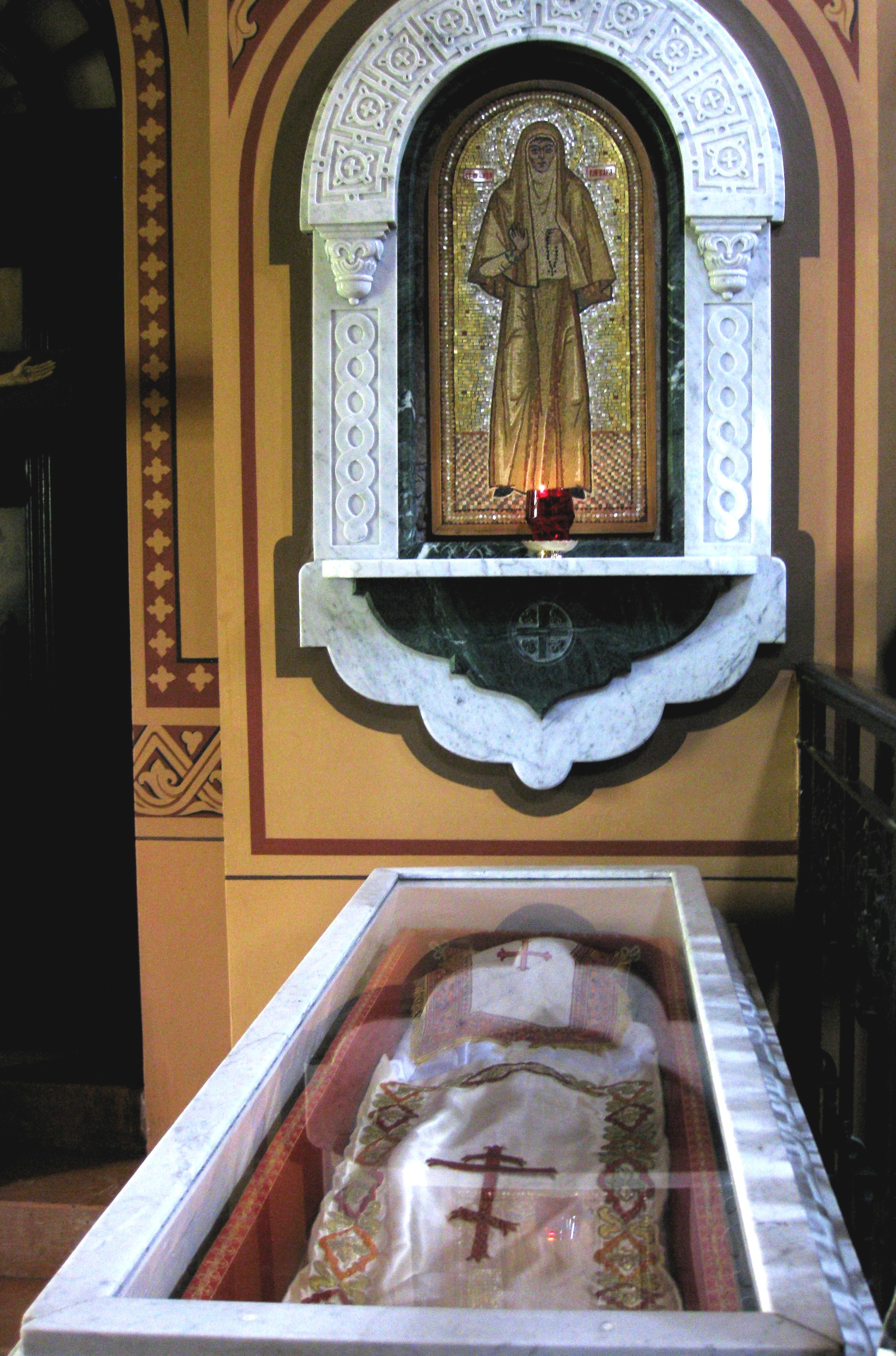
Мощи святой Варвары.
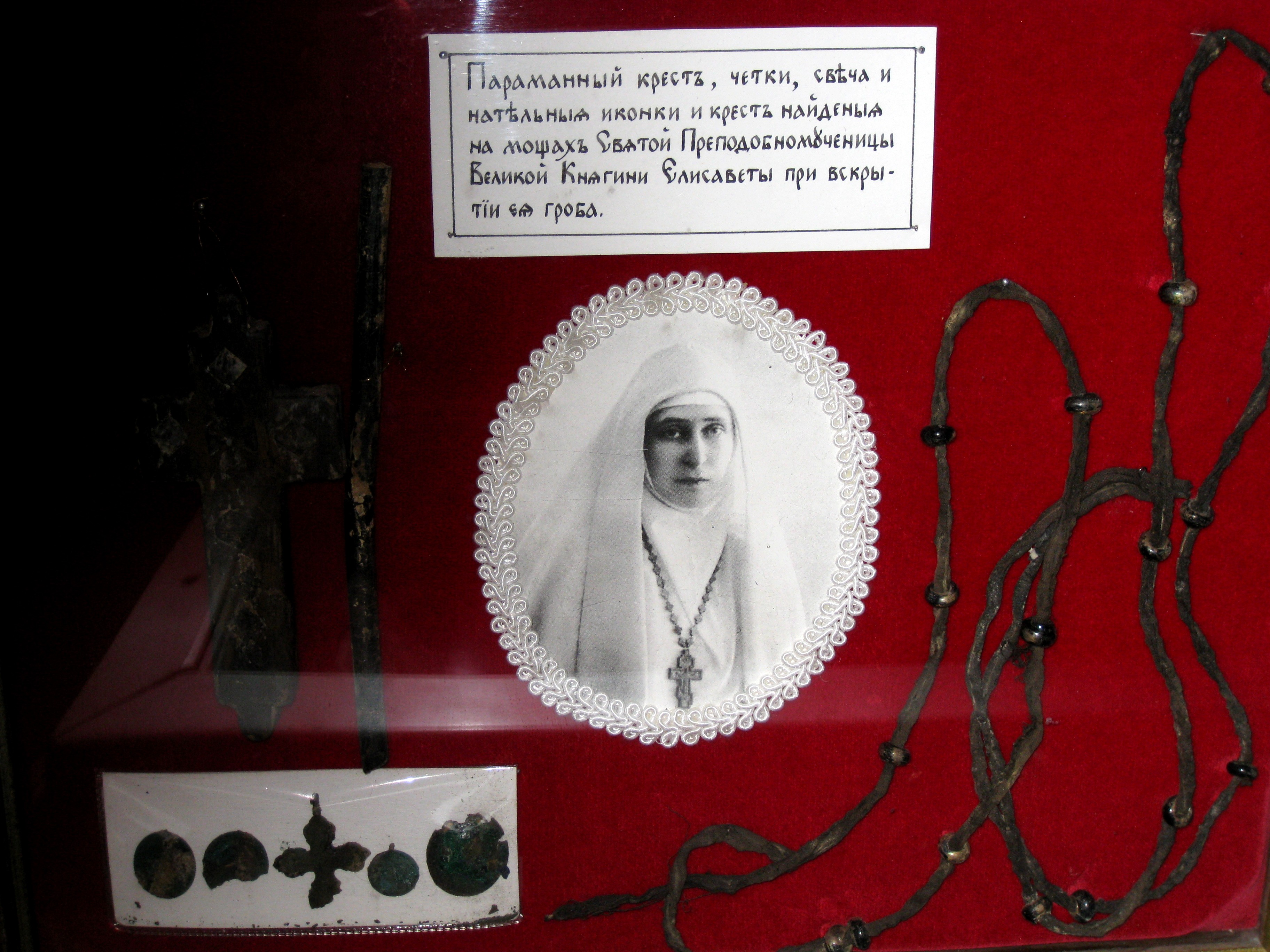
Четки и другие вещи святой Елизаветы.
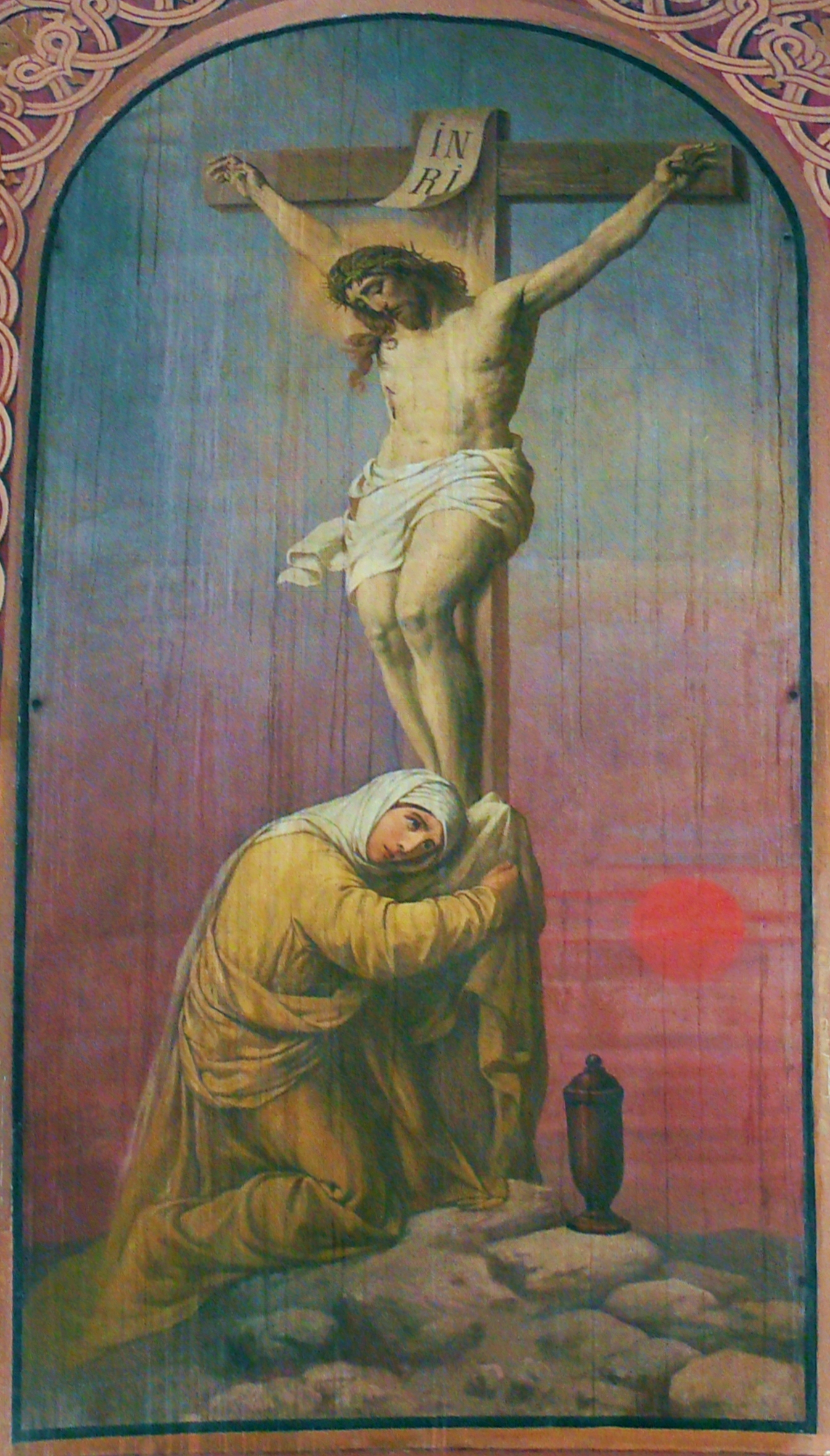
Распятие, картина на стене храма.
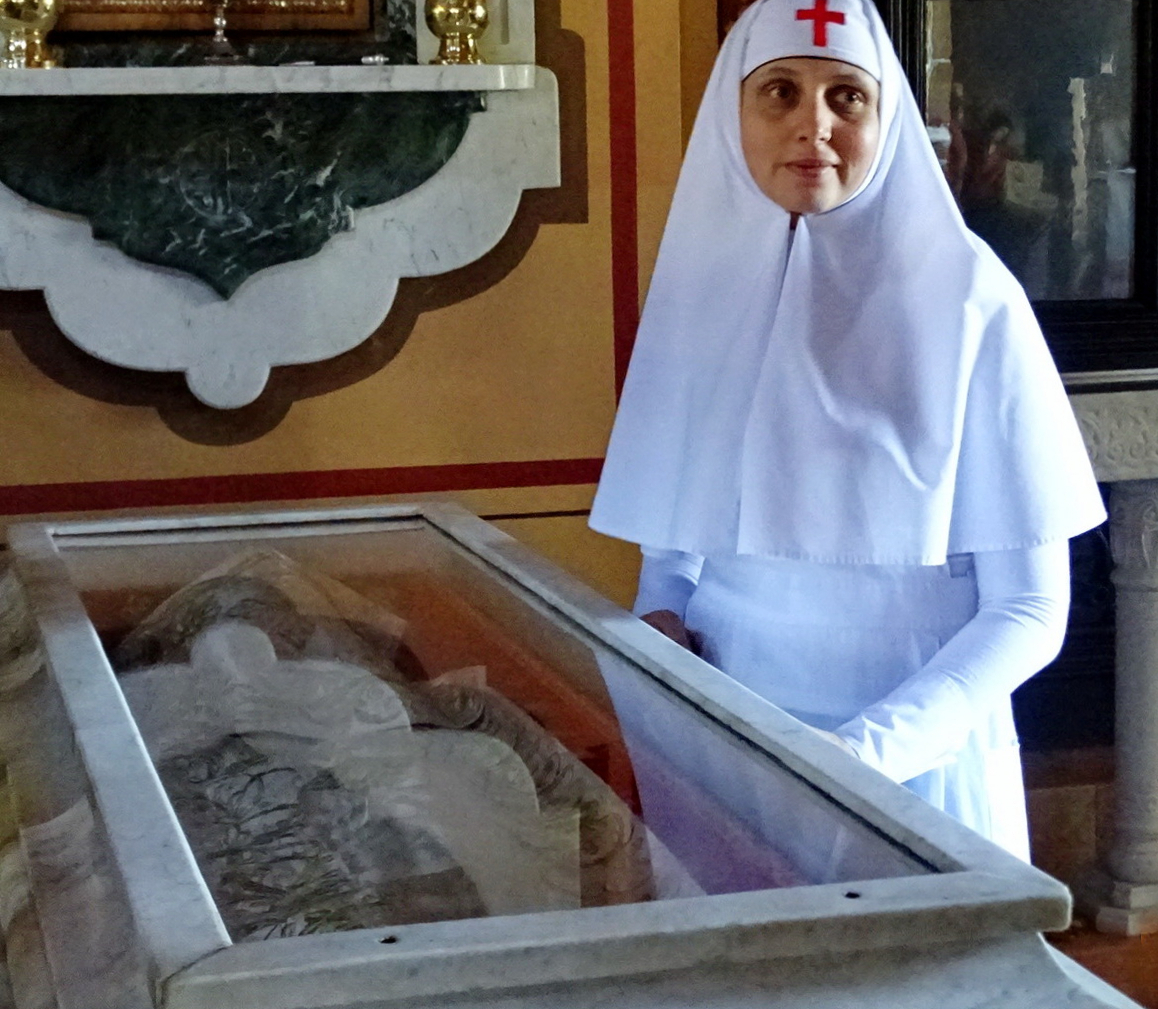
Сестра Иерусалимского Свято-Елисаветинского сестричества у мощей святой Елизаветы.
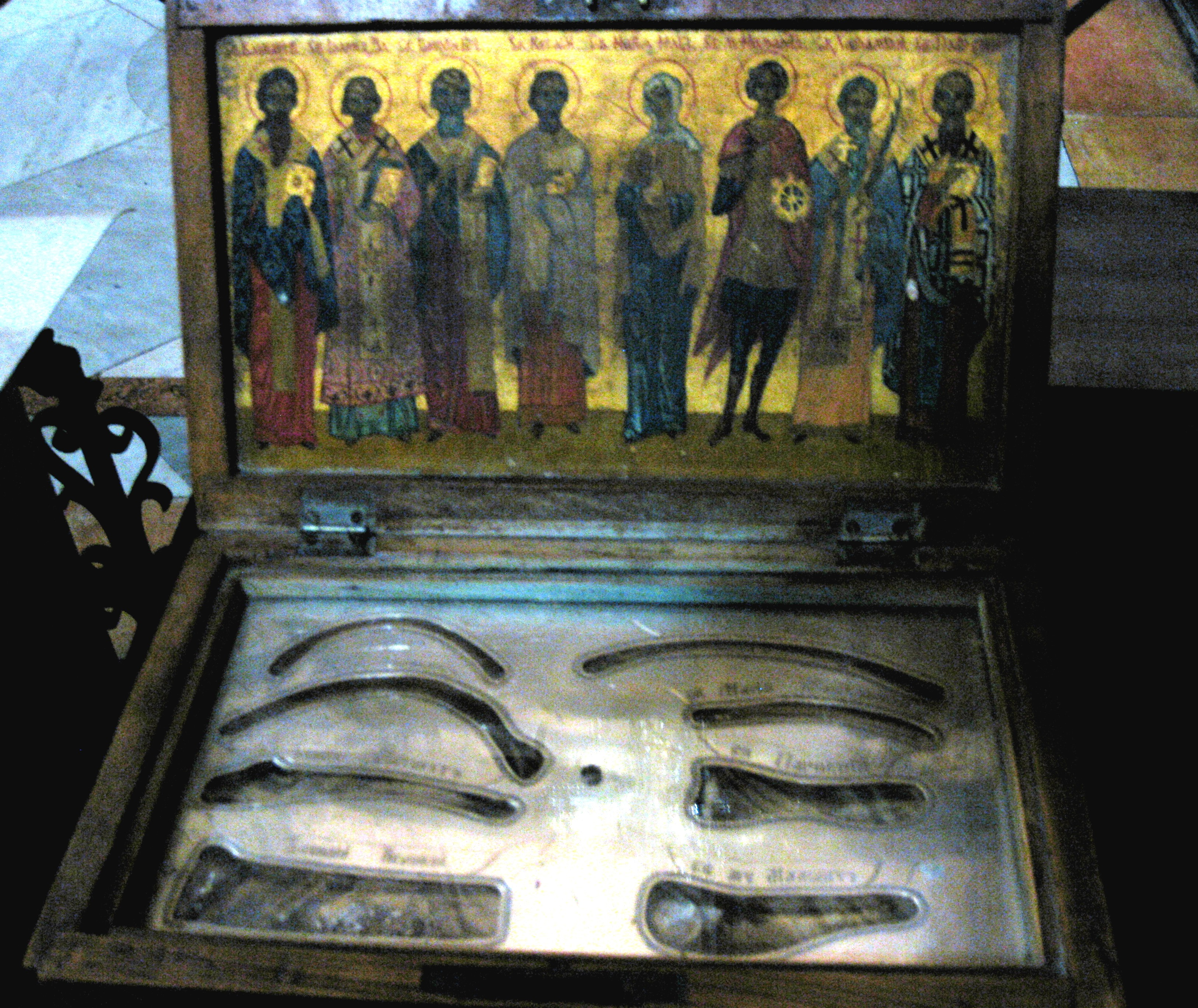
Ковчег со святыми мощами.
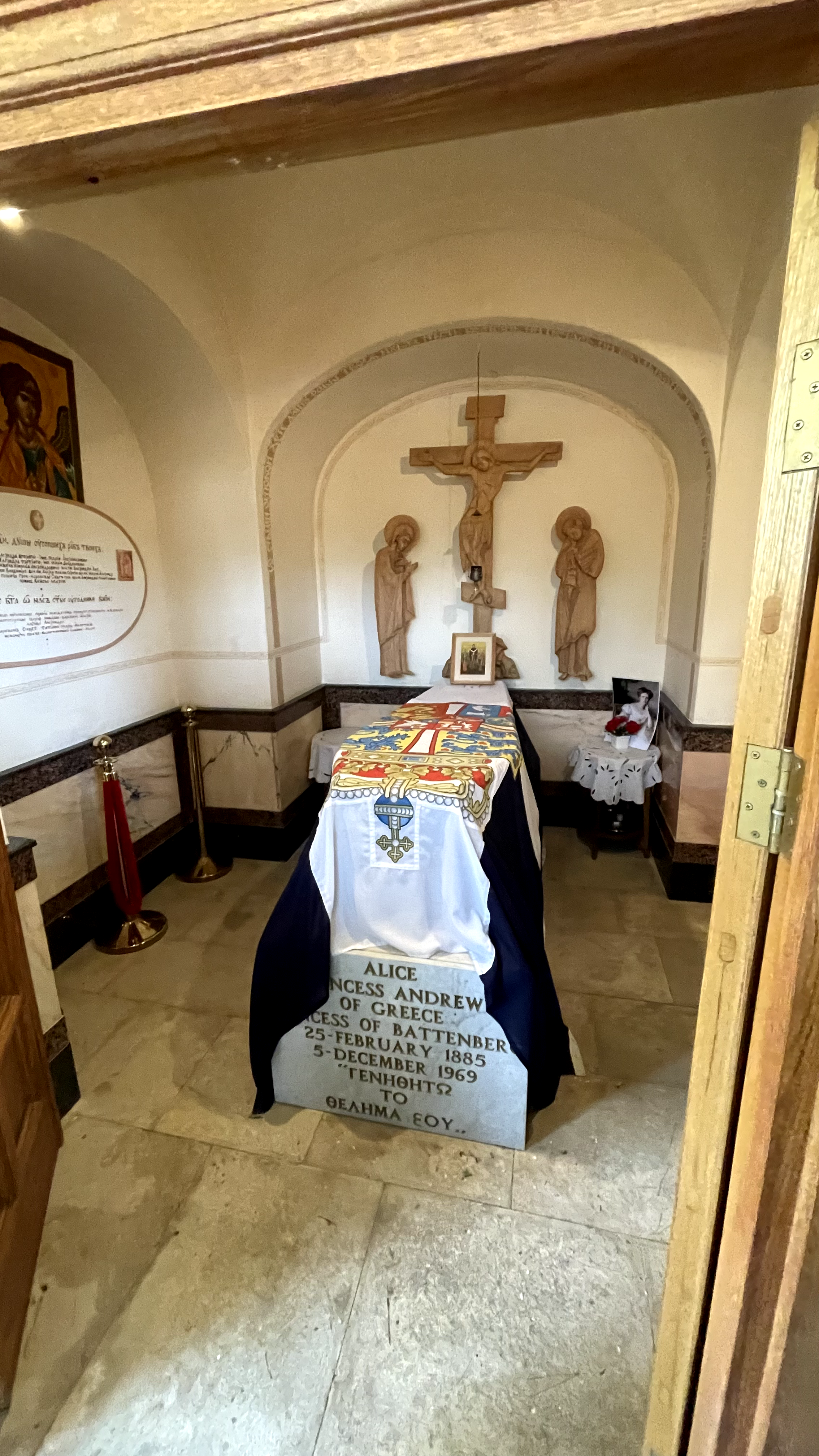
Могила принцессы Алисы Баттенберг в крипте.